# Ivy Mike
Ivy Mike est le nom de code de la première bombe H testée avec succès. Sa puissance était de 10,4 Mt. Elle a explosé sur l'atoll d'Eniwetok le 1er novembre 1952 à 7 h 15. C'est le premier test complet d'une « bombe à fusion étagée » selon la conception de Teller-Ulam.
Deux nouveaux éléments sont découverts dans les déchets de cette explosion thermonucléaire, l'einsteinium et le fermium.

## Caractéristiques
À cause de ses dimensions, de sa masse (60 tonnes) et du matériel fusionnant (deutérium liquide, à environ −250 °C), cette bombe n'était pas utilisable en tant qu'arme nucléaire car non largable. De leur côté, les Soviétiques développeront la première bombe H transportable par avion en 1953. L'étage primaire comportait du tritium devant doper le deutérium liquide dans un long réservoir d'hydrogène liquide, le tout enfermé dans un cylindre destiné à canaliser l'explosion de la bombe et à envelopper le réservoir d'hydrogène d'un plasma gazeux à très haute température, lequel fait exploser à son tour le deutérium, selon la configuration Teller–Ulam.
Cette explosion a prouvé que la bombe H est bien plus puissante que la bombe A, en l'occurrence de 500 à 1 000 fois plus puissante que les bombes Little Boy (Hiroshima) et Fat Man (Nagasaki). La puissance de l'explosion a dépassé tous les calculs des scientifiques, réalisés à l'époque le plus souvent à la main ou sur des calculateurs ENIAC au prix d'approximations importantes des modèles physiques.
La bombe nucléaire Mark 16 est basée sur la conception de l'Ivy Mike. La Mark 16 est plus correctement désignée TX-16/EC-16 car elle n'existait qu'en version expérimentale/de capacité d'urgence (EC). Pesant 19 tonnes pour une puissance de 8 à 9 megatonnes, 5 sont construites en janvier 1954 et retirées du service quelques mois plus tard.